# Udalaitz
Udalaitz (baskiska: Udalatx) är en bergstopp i Spanien.   Den ligger i provinsen Gipuzkoa och regionen Baskien, i den norra delen av landet, 300 km norr om huvudstaden Madrid. Toppen på Udalaitz är 1 082 meter över havet, eller 578 meter över den omgivande terrängen. Bredden vid basen är 6,6 km.
Terrängen runt Udalaitz är huvudsakligen kuperad.Runt Udalaitz är det ganska tätbefolkat, med 129 invånare per kvadratkilometer. Närmaste större samhälle är Arrasate / Mondragón, 3,5 km sydost om Udalaitz. I omgivningarna runt Udalaitz växer i huvudsak blandskog.